# Bernardo Scammacca
Bernardo Scammacca, O.P. (Catania, 1430-Ibídem, 11 de enero de 1487) fue un religioso y sacerdote católico siciliano de la Orden de los Predicadores, quien se convirtió luego de una vida disoluta por medio de la sanación de una herida que se causó. Se convirtió en un destacado dominico y se cuenta que pasaba varias horas diarias en el confesionario.
Es venerado como beato por la Iglesia Católica y su fiesta litúrgica se celebra el 11 de enero, mientras que los dominicos lo veneran el 27 de enero. El Papa León XII confirmó su culto local el 8 de marzo de 1825.La Iglesia católica conmemora su festividad el 11 de enero.